# Goethe-Bund
Der allgemeine deutsche Goethe-Bund wurde im März 1900 gegen die Zensurbestrebungen der Lex Heinze gegründet, um alle intellektuellen und künstlerischen Kräfte zum Schutze der Freiheit von Kunst und Wissenschaft dauernd zusammenzufassen.

## Geschichte
Die erste zentrale Tagung erfolgte in Weimar im November 1900 unter Carl Alexander (Sachsen-Weimar-Eisenach) und verfasste eine Petition an den Reichstag gegen Theaterzensur. 
1902 stiftete der Berliner Goethe-Bund den deutschen Volks-Schillerpreis.

### Bremen
Angeregt durch den Goethe-Bund in Berlin gründete sich am 27. September 1900 der Goethebund Bremen e. V. Zu den Gründern gehörten der Direktor der Kunsthalle Bremen Gustav Pauli, der Pastor der Martinikirche Albert Kalthoff und der Philologe Emil Brenning. 1903 gehörten dem Goethebund Bremen 1427 Mitglieder und 17 Vereine an, und 1925 waren es 6390 Mitglieder und 15 Vereine. Von 1907 bis 1944 war der Direktor des Alten Gymnasiums Gerhard Hellmers Vorsitzender der Vereinigung, die bis heute besteht.

### Gießen
Der Gießener Goethe-Bund existierte von 1914 bis 1944. Vorsitzender war von 1924 bis 1945 der Jurist Otto Hermann Henning (1899–1970).

### Königsberg in Preußen
Der Königsberger Goethe-Bund wurde 1901 gegründet. 1909 hatte der Bund 1.200, später 3.500 Mitglieder. Zu ihnen gehörte Rolf Grabower. Vorsitzende waren Ludwig Dettmann (Direktor der Kunstakademie Königsberg), ab 1902 Bürgermeister Paul Kunckel, Ludwig Goldstein (1910–1929) und Fr. Schröder bis zur Selbstauflösung 1933.
Der Königsberger Goethe-Bund veranlasste viele Dichterlesungen, unter anderem mit Börries Freiherr von Münchhausen, Hermann Sudermann, Frieda Jung und Arno Holz. Er förderte ostpreußische Dichter wie Adda von Königsegg, Rolf Lauckner, Katharina Botsky, Kurt Mickoleit, Alfred Brust, Walter Scheffler, Fritz Kudnig, Charlotte Wüstendörfer und Martin August Borrmann.
Am Fastnachtsdienstag 1911 ehrte er E.T.A. Hoffmann mit einem Tanzball in Kostümen der Hoffmann-Zeit. Mit Gedenktafeln hielt er Dichter in Erinnerung.
Gedenktafeln
Johann Christoph Gottsched – am Juditter Pfarrhaus
Heinrich von Kleist – an seinem Wohnhaus Löbenichtsche Langgasse 12 (Cauer 1914)
E.T.A. Hoffmann – an seinem Geburtshaus Französische Straße 25 (Cauer 1925)
Zacharias Werner – an seinem Geburtshaus Altstädtischer Markt 15 (Brachert 1927)
Ernst Wichert – Relief auf der südöstlichen Königsberger Schlossteichpromenade (Cauer 1931)